# Democratic People’s Party
Die Democratic People’s Party (DPP, Demokratische Volkspartei) ist eine politische Oppositionspartei in Ghana.
Bei den Wahlen 2000 und 2004 bildete die DPP mit dem National Democratic Congress (NDC, Nationaldemokratischer Kongress) und der Partei Every Ghanaian Living Everywhere (EGLE, etwa „jeder Ghanaer wo auch immer er lebt“) die Progressive Alliance (‚Fortschrittsbündnis‘), deren Präsidentschaftskandidat John Atta-Mills von der NDC wurde. Dabei unterstützte die DPP den NDC-Kandidaten massiv im Wahlkampf gegen John Agyekum Kufuor von der New Patriotic Party (Neue Vaterlandspartei). Bei den jeweiligen Parlamentswahlen in den Jahren 2000 und 2004 traten in den jeweiligen Wahlkreisen die Kandidaten der DPP an.
Vorsitzender der DPP ist der Jurist Thomas N. Ward-Brew, Generalsekretär der DPP ist G.M. Tettey (2006).